# Navia abysmophila
Navia abysmophila är en gräsväxtart som beskrevs av Lyman Bradford Smith. Navia abysmophila ingår i släktet Navia och familjen Bromeliaceae. Inga underarter finns listade i Catalogue of Life.